# Ettore Boffano
Ettore Boffano (Genova, 8 luglio 1954) è un giornalista italiano, è stato vicedirettore e condirettore de Il Fatto Quotidiano.

## Biografia
Dopo aver collaborato alla Gazzetta d'Alba e alla La Voce del Popolo di Torino, entra alla Gazzetta del Popolo dove viene assunto nel 1982. Nel 1984, dopo la chiusura del giornale, diviene corrispondente da Torino del Corriere della sera. Dal 1984 al 1986 ha lavorato all'agenzia di stampa Agi, e poi, dal 1986 al 1988, a Stampa Sera. Come cronista di giudiziaria, ha seguito le indagini sullo Scandalo dei Petroli, i processi alle Brigate Rosse e a Prima Linea e la causa per l'eredità di Gianni Agnelli.
Nel 1989 è stato assunto a La Repubblica, lavorando sotto la guida di Salvatore Tropea nell'edizione torinese del quotidiano. A la Repubblica divenne caporedattore delle edizioni locali di Torino, Bari e Genova e infine, dal 2010, caporedattore centrale de Il Venerdì. Nel 2006 ha curato il progetto del quotidiano free press del Gruppo Editoriale L'Espresso. Nel 2013 è nominato direttore dell'agenzia di stampa LaPresse di Marco Durante. Nel 2014 la lascia per diventare caporedattore centrale de Il Fatto Quotidiano, di cui è stato vicedirettore da gennaio 2015 a luglio 2018, coordinando anche il numero del lunedì del quotidiano. Da settembre 2019 è tornato a Il Fatto Quotidiano come condirettore di Marco Travaglio e lo è rimasto sino al 31 maggio 2020, curando il restyling grafico e dei contenuti del giornale. Nell'agosto del 2000, per La Repubblica, ha realizzato la prima intervista "a sua insaputa" a un presidente del Consiglio italiano, inviando all'indirizzo personale di posta elettronica di Giuliano Amato e-mail provenienti da account diversi e attribuite a semplici cittadini, ponendo quesiti, dialogando con il premier e sollecitando le sue riflessioni su politica, cultura e religione; al termine, le risposte del presidente del Consiglio sono state organizzate in una vera e propria intervista poi pubblicata, con l'autorizzazione di Amato, sul quotidiano diretto da Ezio Mauro, il 14 agosto 2000. È stato segretario del Consiglio dell'Ordine dei Giornalisti del Piemonte e segretario dell'Associazione Stampa Subalpina, il sindacato unitario dei giornalisti piemontesi.

## Opere
- Vincenzo Tessandori, Ettore Boffano, Il procuratore. Gian Carlo Caselli, un giudice fra mafia e terrorismo,  Baldini&Castoldi, 1995, ISBN 88-8089-042-5
- Ettore Boffano, Salvatore Tropea, Mauro Vallinotto, Torino '69, l'Autunno che cambiò l'Italia, Laterza, 2019, ISBN 8858138767